# John Burroughs
John Burroughs, född 3 april 1837 i Delaware County, New York, död 29 mars 1921, var en amerikansk essäist och en förgrundsgestalt för den amerikanska naturskyddsrörelsen.
Burroughs var nära vän med Walt Whitman som uppmuntrade honom att skriva essäer om natur, filosofi och litteratur. Burroughs skrev över 30 böcker, främst naturskildringar i Henry David Thoreaus stil, såsom 'Wake Robin (1871), Birds and poets (1877), Locusts and wild honey (1879), Signs and seasons (1886) samt Ways of nature (1905).
Efter Burroughs död 1921 grundades sällskapet John Burroughs Association som årligen delar ut en medalj John Burroughs Medal för en naturhistoriskt betydelsefull bok.